# Agathis rubricata
Agathis rubricata är en stekelart som beskrevs av Maximilian Spinola 1851. Agathis rubricata ingår i släktet Agathis och familjen bracksteklar. Inga underarter finns listade i Catalogue of Life.